# Wadim Arkadjewitsch Manson
Wadim Arkadjewitsch Manson (russisch Вадим Аркадьевич Манзон; engl. Transkription Vadim Arkadyevich Manzon; * 5. Dezember 1994 in Moskau) ist ein russischer ehemaliger Fußballspieler.

## Vereinskarriere
Manson wurde in der Fußballschule von ZSKA Moskau ausgebildet, wo er die U-19-Mannschaft und die zweite Mannschaft durchlief. 2013 wechselte er zum drittklassigen Klub Strogino Moskau.
Auf einen Tipp von Ex-KSC-Spieler Sergej Kirjakow hin absolvierte Manson im Januar 2015 ein Probetraining beim deutschen Zweitligisten Karlsruher SC und wusste letztlich zu überzeugen. Zur Saison 2015/16 wurde Manson schließlich verpflichtet und mit einem Dreijahresvertrag bis zum 30. Juni 2018 ausgestattet.
Dort gab Manson sein Profidebüt beim 1:1-Unentschieden gegen Fortuna Düsseldorf, als er in der 74. Spielminute für Hiroki Yamada eingewechselt wurde. Seinen ersten Ligatreffer erzielte er am 10. Spieltag in der Heimpartie gegen den SC Freiburg, als er in der 91. Spielminute per Kopf zum 1:1-Endstand traf. Dauerhaft konnte sich der großgewachsene Stoßstürmer jedoch nicht durchsetzen; an Rouwen Hennings und Dimitrios Diamantakos war kein langfristiges Vorbeikommen.
Im August 2016 wurde Manson für ein halbes Jahr an den norwegischen Erstligisten FK Bodø/Glimt ausgeliehen. Zum Sommer 2017 verließ Manson den KSC endgültig, ohne noch einmal zum  Einsatz gekommen zu sein und wechselte zum russischen Zweitligisten Awangard Kursk.
Im Sommer 2018 wechselte Manson zum litauischen A-Lyga-Team FK Trakai. Nach dem Engagement bei FK Chimki war er seit August 2019 nicht mehr aktiv.

## Nationalmannschaft
Manson durchlief die russischen U-Nationalmannschaften von der U-18 bis zur U-21.